# Kurtafarkú kenguru
A kurtafarkú kenguru (Setonix brachyurus) az emlősök (Mammalia) osztályának az erszényesek (Marsupialia) alosztályágába, ezen belül a Diprotodontia rendjébe és a kengurufélék (Macropodidae) családjába tartozó faj. Egyéb nevei: rövidfarkú kenguru vagy quokka.
Nemének egyetlen képviselője.

## Előfordulása
Korábban Délnyugat-Ausztrália mocsaras területein nagyon elterjedt volt. Ma elsősorban a nyugati partoknál fekvő Rottnest-szigeten és a Bald-szigeten él. Amikor holland hajósok 1869-ben a nyugat-ausztráliai partoknál levő szigeten felfedezték, "patkányféle" állatnak írták le, és a szigetet patkányszigetnek vagyis Rottnestnek nevezték el.
1930-ig a kurtafarkú kenguru a nyugat-ausztráliai elterjedési területén kifejezetten gyakorinak számított. Később állományai a kontinensen nagyon megfogytak, 1960-ra csak néhány maradvány populációja létezett a Perth környéki mocsarakban. A 20. század utolsó évtizedeiben állományai ismét megerősödtek, és Nyugat-Ausztrália délnyugati vidékein ismét gyakorinak tekinthető a faj.
Elsősorban a sűrűn benőtt nedves területeket kedveli, de Rottnest szigetén is, ahol alacsony a növényzet és kevés az ivóvíz, mégis jól elboldogul.

## Megjelenése

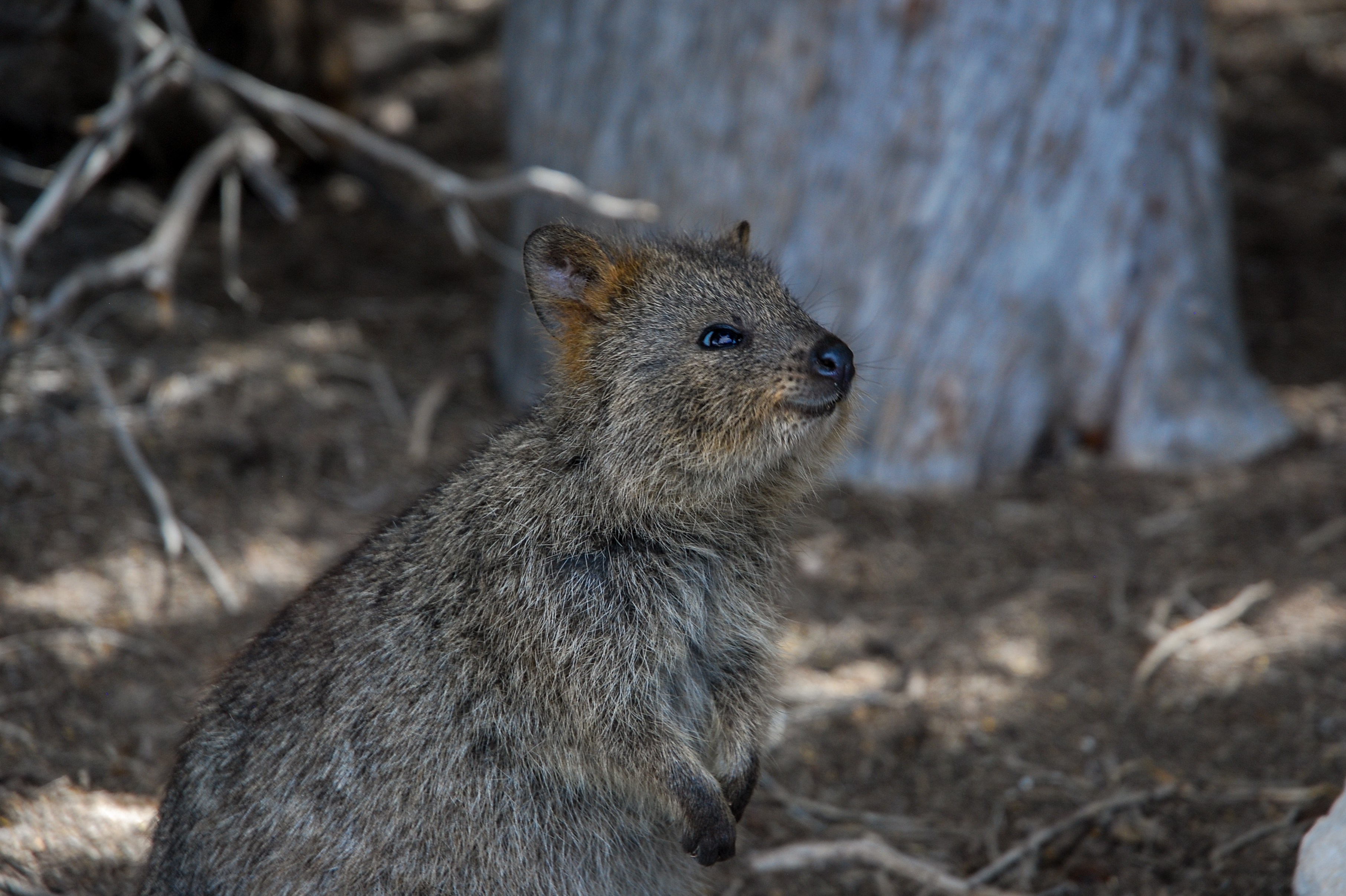
Látható a fajra jellemző "mosolygós" ábrázat

Az állat fej-törzs-hossza 40-54 centiméter, farokhossza 25-30 centiméter, testtömege 2,5-5 kilogramm. A fedőszőrzet egyszínű szürkésbarna, sűrű és viszonylag erős; az alatta lévő gyapjas szőr rövid és puha. Füle kicsi és kerek. Ahogy a legtöbb kengurunak, sokkal hosszabb a hátsó lába, mint a mellső. Éles karmai arra szolgálnak, hogy mélyedéseket ásson a földbe. Farkát kevés szőr fedi és vékony. A fej-törzs-hosszhoz viszonyítva sokkal rövidebb, mint a legtöbb kengurufajnál. A forró, száraz éghajlaton élő számos emlőshöz hasonlóan a rövidfarkú kenguru is úgy védi a testét a túlhevüléstől, hogy addig nyalogatja mellső és hátsó lábát, farkát és hasát, míg a nyál átitatja őket. A párolgás hűsíti a testét.

## Életmódja
E kengurufaj az ausztrál kontinensen kisebb csoportokban él. Családi csoportjuk egy-két tucat egyedből áll. A Rottnest-szigeten sokkal nagyobb, akár 150 egyedből álló csoportokban élnek. Bár családi egységekben él, nem különösebben szociális. A korlátozott erőforrások és a szárazföldi ragadozás miatt úgy tűnik, hogy a kurtafarkú kenguruk olyan erőforrások körül egyesülnek, mint az édesvíz, a táplálék és a menedék. Különösen a száraz évszakban hajlamos kiterjeszteni a territóriumát és táplálkozóhelyét, hogy közelebb kerüljön az édesvízhez. Éjszaka táplálkozik, nappal pedig a hőségtől védett helyeken pihen. Nap mint nap visszatér ugyanarra a pihenőhelyre, és a domináns hímek időnként más hímekkel küzdenek meg érte. A hímek közötti hierarchia összefügg a testmérettel, ezáltal a nagyobb hímek a dominánsabbak. Vastag, erős hátsó lábai vannak, amelyek lehetővé teszik az állat számára, hogy hatékonyan ugorjon át a füvön, és másszon, hogy táplálékot találjon magának.
A Rottnest-szigeten a kurtfarkú kenguru éjszaka keres táplálékot. Az évszaktól függően a felnőtt hímek átlagosan 32-45 gramm szárazeledelt esznek meg naponta. Növényevő; étrendje nagy része növényekből áll, beleértve a pozsgásokat, cserjéket, fű-és perjeféléket. Ezen növények levelei vizet tartalmaznak, így nem kell sokat innia egész évben. Magvakat, bogyókat és egyéb gyümölcsöket is ehet, ha rendelkezésre állnak. Akár másfél méteres fára is felmászhat táplálékkeresés céljából. Nem rágja meg a táplálékát, hanem lenyeli, visszaöklendezi és végül utólag megrágja.
A kontinensen élő populációk természetes ellenségei a ragadozómadarak és a dingó, de az ember által meghonosodott vörös róka, az elvadult macskák-és kutyák is vadásznak rá. Az idegenhonos, inváziós ragadozói Ausztráliába való betelepítése óta a kurtafarkú kenguru egyedszáma csökken. A szigeteken élő populációk mentesek ezektől a ragadozóktól.

## Szaporodása
Jellemzően a nőstény dönti el, hogy melyik hímmel párosodik. Ha elutasítja a hímet, akkor elmenekül a "kéretlen udvarló" elől és megközelít egy másikat. Ha a nőstény elfogadja a hímet, akkor vele marad és ápolja, jelezve neki, hogy párzana vele. A domináns hím általában egy alárendelt hímmel harcol a nőstényért. Csak miután a hím párosodott egy nősténnyel, megvédi őt. Ez a pár általában két párzási időszakig marad együtt; bár a nőstényeknek egy-három partnerük van, míg a hímeknek egy-öt. A nőstények és a hímek társadalmi szerkezete eltérő. A nőstények hajlamosak elkerülni egymást, míg amikor a hímek alkalmanként érintkeznek egy nősténnyel, akkor súlyon-és méreten alapuló hierarchiát alkotnak.
A párzási csúcsszezon január és március között van, amikor az időjárás hűvösebb. A nőstény rendszerint egy kölyköt hoz világra. A vemhességi időszak körülbelül egy hónapig tart, és a születés után a kölyök az anyja erszényébe költözik. Itt marad 6 hónapig, hogy védve legyen a külvilág veszélyeitől illetve, hogy anyatejet kapjon. Az elválasztás után a kölyök felfedezi a külvilágot. Az ivarérettséget körülbelül 10-12 hónapos korában éri el. Szülés után az anyaállat újra párzik, és embrionális diapauza következik be. Ez az új embrió körülbelül 5 hónapig hibernált állapotban marad, amikor az anya szervezete képes észlelni, hogy az első embrió túlélte-e vagy sem. Ha a kölyök elpusztul, akkor az embrió beágyazódik és fejlődik, és ha életben van, akkor pedig szétesik. A hím nem vesz részt a kölyök felnevelésébe, bár általában megvédi a nőstényt, ha az vemhes.
A kurtafarkú kenguru vadon körülbelül 10 évig él, addig fogságban akár 14 évig élhet.

## Természetvédelmi helyzete
A kontinensen a ragadozói, mint az 1930-as években betelepített vörös róka és a dingó nagy károkat tettek a faj populációban. Ezenkívül a kontinensen és a szigeteken egyre nagyobb mértékű emberi tevékenység is sújtja populációt, mivel élőhelyük elpusztításával jár. Lévén, hogy nagyon barátságos, nem tart az embertől, ezért néha káros élelmiszerekkel szokták etetni. Az éghajlatváltozás is szerepet játszhat a kurtafarkú kenguru populáció csökkenésében. Bár teste jól tolerálja a száraz nyarat és kíméli a vizet, de a hőmérséklet emelkedésével és a csapadék csökkenésével a száraz nyarak egyre keményebbé válnak. Ez is tovább redukálja az élőhelyét, menedékét, táplálkának mennyiségét és túléléséi esélyeit. A legsúlyosabb éghajlatváltozással kapcsolatos forgatókönyv szerint 2070-re az faj teljes elterjedési területe el fog tűnni. Természetvédelmi erőfeszítések zajlanak a faj élőhelyének helyreállításában. A kontinensen élő populációkat természetvédelmi területeken és nemzeti parkokban őrzik meg. Emellett természetes élőhelyük kutatásával a természetvédők jobban tudják elősegíteni a megfelelő növényzet növekedését, amely fenntartja a kurtfarkú kenguru populációt. A Természetvédelmi Világszövetség vörös listáján a sebezhető fajok között szerepel.

## Képek

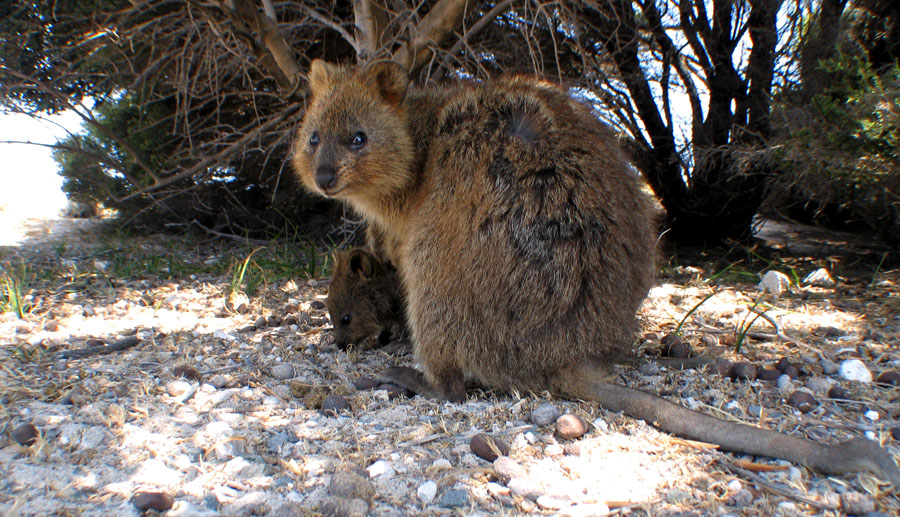
Nyugat-ausztráliai példány
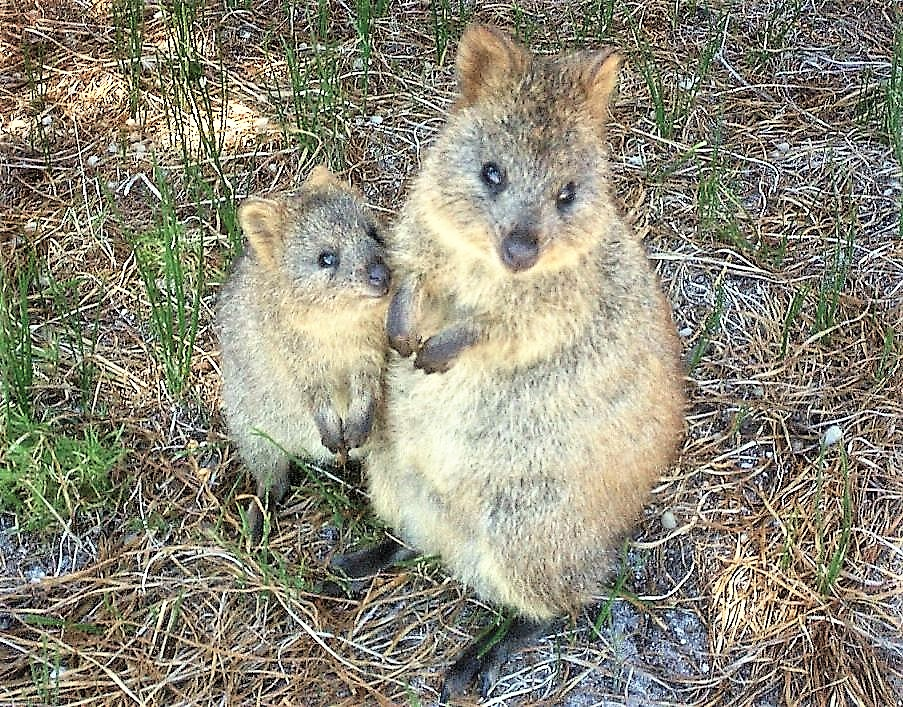
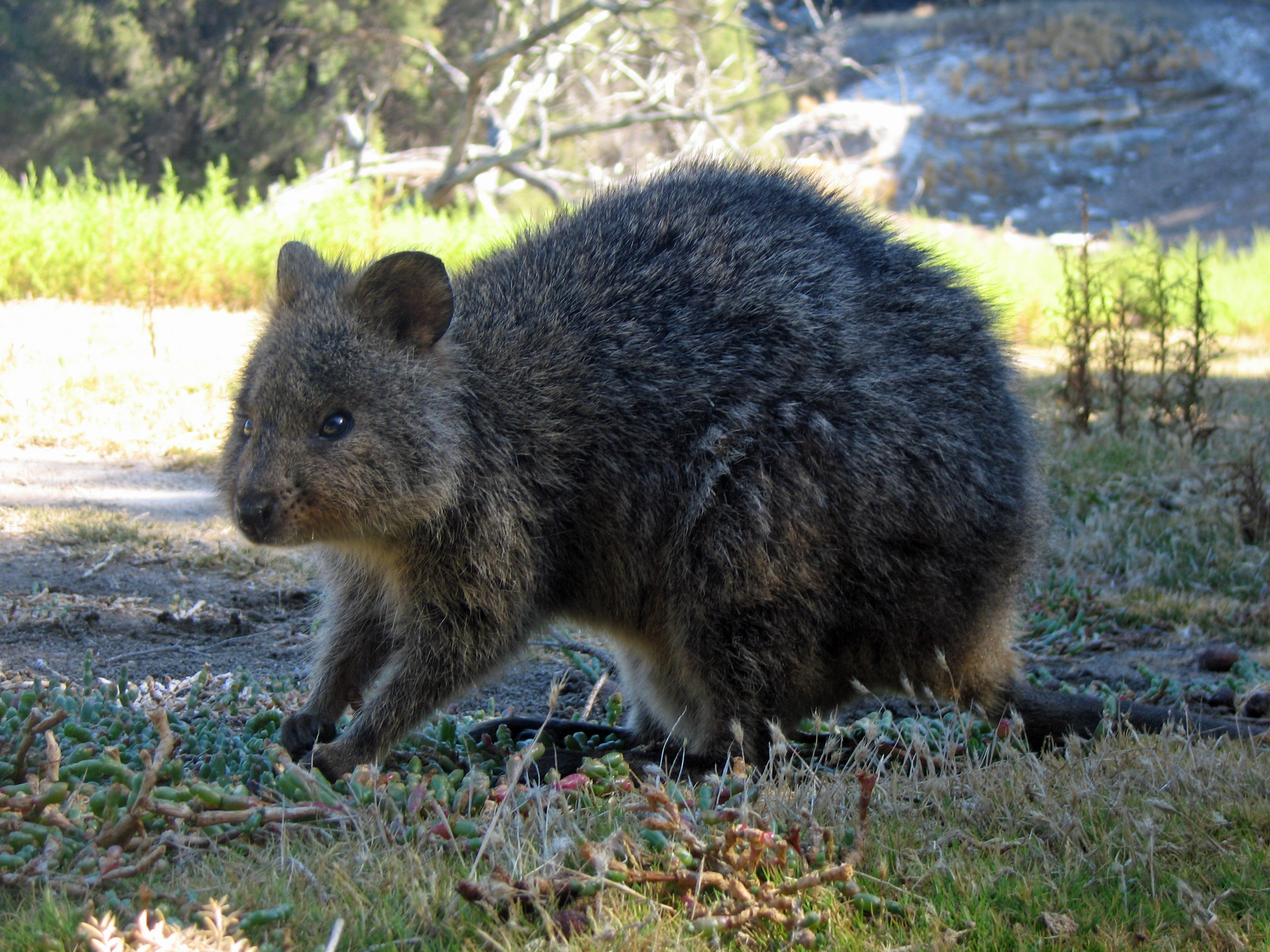
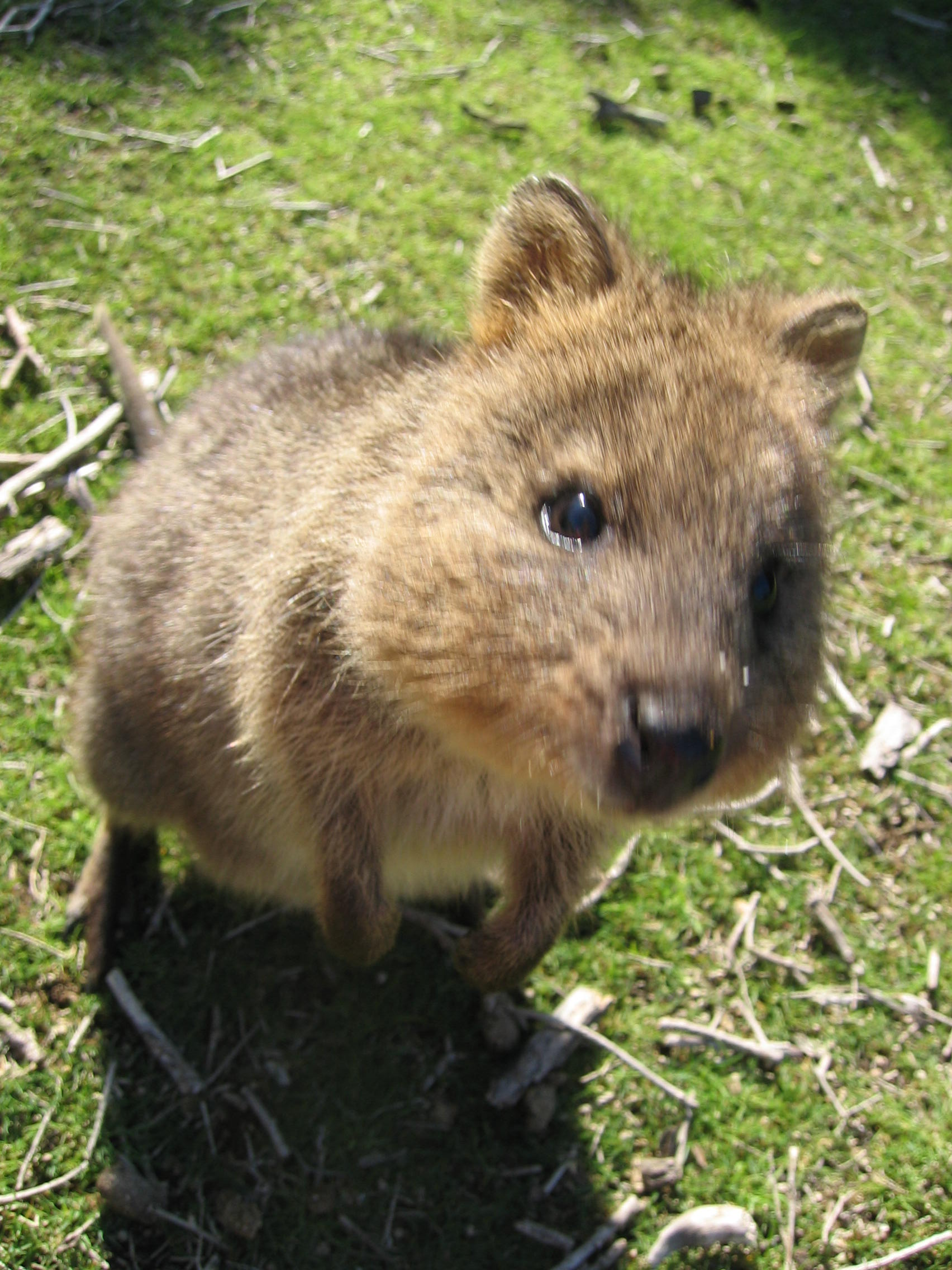